# 1948 en philosophie
Chronologie de la philosophie
- 1944
- 1945
- 1946
- 1947
- 1948
- 1949
- 1950
- 1951
- 1952

L’année 1948 a été marquée, en philosophie, par les événements suivants :

## Publications
- Erich Rothacker, Probleme der Kulturanthropologie (1948)
- Arnold Toynbee, Civilization on Trial (1948)
- Norbert Wiener, Cybernetics: Or Control and Communication in the Animal and the Machine (1948)

## Événements
- Débat Copleston-Russell, à la BBC entre Frederick Copleston et Bertrand Russell sur les arguments métaphysiques et moraux de l'existence de la divinité

## Naissances
- 28 janvier : Arne Overrein (no)
- 12 février : Raymond Kurzweil
- 5 novembre : Bernard-Henri Lévy
- 30 novembre : Hans Moravec

## Décès
- 30 janvier : Mohandas Karamchand Gandhi (1869-)[1]
- 21 avril : Aldo Leopold (1887-)